# Carl Leopold Röllig
Carl Leopold Röllig, né vers 1735 à Hambourg et mort le 4 mars 1804 à Vienne, est un compositeur, joueur d'harmonica de verre et inventeur allemand.

## Biographie
Carl Leopold Röllig est directeur de la musique de la troupe d'Ackermann à Hambourg de 1764 à 1769 puis de 1771 à 1772. Il apprend à jouer de l'harmonica de verre vers 1780 puis fait de grandes tournées européennes. Il invente successivement l'orphika vers 1795 puis le xänorphika en 1801, qui sont deux pianos sur lesquels des archets remplacent les traditionnels marteaux. En 1791, il s'installe à Vienne. Il est connu pour écrire l'opéra-comique Clarisse, créé le 10 octobre 1771 à Hambourg, ainsi que diverses pièces pour harmonica de verre, dont quatre concertos. Il publie aussi plusieurs ouvrages théoriques.

## Œuvres

### Œuvres littéraires
- (de) Über die Harmonika, Berlin, 1787
- (de) Versuch einer musikalischer Intervallentabelle, Leipzig, 1789
- (de) Orphica, ein musikalisches Instrument erfunden von C. L. Röllig, Vienne, 1795
- (de) Versuch einer Anleitung zur musikalischen Modulation durch mechanische Vortheile, Vienne, 1799
- (de) Miscellanea, figurierter Kontrapunkt